# Wilmar Hernández
Wilmar Hernández – kolumbijski zapaśnik walczący w stylu wolnym. Srebrny medalista mistrzostw panamerykańskich w 2015 i mistrzostw Ameryki Południowej w 2012 roku.